# Gūrdīgol-e Nūr ed Dīn
Gūrdīgol-e Nūr ed Dīn (persiska: گورديگُلِ نور اِد دين) är en ort i Iran.   Den ligger i provinsen Ardabil, i den nordvästra delen av landet, 500 km nordväst om huvudstaden Teheran. Gūrdīgol-e Nūr ed Dīn ligger 345 meter över havet och antalet invånare är 112.
Terrängen runt Gūrdīgol-e Nūr ed Dīn är platt åt nordost, men åt sydväst är den kuperad. Runt Gūrdīgol-e Nūr ed Dīn är det ganska glesbefolkat, med 35 invånare per kvadratkilometer. Närmaste större samhälle är Bileh Savar, 19,3 km öster om Gūrdīgol-e Nūr ed Dīn. Trakten runt Gūrdīgol-e Nūr ed Dīn består till största delen av jordbruksmark.